# Jenílson Ângelo de Souza
Jenílson Ângelo de Souza (Santo Antônio de Jesus, Bahía, Brasil; 20 de junio de 1973), más conocido como Júnior, es un exfutbolista brasileño que jugaba de lateral izquierdo.

## Selección nacional
Ha sido internacional con la Selección de fútbol de Brasil, ha jugado 19 partidos internacionales y ha anotado 1 gol.

### Participaciones en Copas del Mundo
| Mundial                        | Sede                  | Resultado |
| ------------------------------ | --------------------- | --------- |
| Copa Mundial de Fútbol de 2002 | Corea del Sur y Japón | Campeón   |

## Clubes
| Club             | País   | Año       |
| ---------------- | ------ | --------- |
| Vitória          | Brasil | 1995-1996 |
| Palmeiras        | Brasil | 1997-1999 |
| Parma            | Italia | 2000-2003 |
| AC Siena         | Italia | 2003-2004 |
| São Paulo        | Brasil | 2004-2008 |
| Atlético Mineiro | Brasil | 2009-2010 |
| Goiás            | Brasil | 2010      |

## Palmarés

### Campeonatos regionales
| Título               | Club      | Estado                    | Año  |
| -------------------- | --------- | ------------------------- | ---- |
| Campeonato Baiano    | Vitória   | Bahía                     | 1995 |
| Campeonato Paulista  | Palmeiras | São Paulo                 | 1996 |
| Torneo Río-São Paulo | Palmeiras | Río de Janeiro/ São Paulo | 2000 |
| Campeonato Paulista  | São Paulo | São Paulo                 | 2005 |

### Campeonatos nacionales
| Título            | Club         | País   | Año  |
| ----------------- | ------------ | ------ | ---- |
| Copa de Brasil    | Palmeiras    | Brasil | 1998 |
| Copa de Campeones | Palmeiras    | Brasil | 2000 |
| Copa Italia       | Parma        | Italia | 2002 |
| Brasileirao       | São Paulo FC | Brasil | 2006 |
| Brasileirao       | São Paulo FC | Brasil | 2007 |
| Brasileirao       | São Paulo FC | Brasil | 2008 |

### Copas internacionales
| Título                 | Club                | Sede                | Año  |
| ---------------------- | ------------------- | ------------------- | ---- |
| Copa Mercosur          | Palmeiras           | São Paulo           | 1998 |
| Copa Libertadores      | Palmeiras           | São Paulo           | 1999 |
| Copa Mundial           | Selección de Brasil | Corea del Sur Japón | 2002 |
| Copa Libertadores      | São Paulo F. C.     | São Paulo           | 2005 |
| Copa Mundial de Clubes | São Paulo F. C.     | Yokohama            | 2005 |

- Datos: Q1990849
- Multimedia: Júnior Nagata / Q1990849